# Carl Holmberg (fabrikör)
Carl Holmberg, född 28 mars 1827 i Färingtofta socken, död 8 december 1890 i Lund, var en svensk företagsledare.
Carl Holmberg var son till mjölnaren Ola (Olof) Holmberg. Efter utlandsstudier i Tyskland 1856–1864 blev han verkmästare vid Kockums mekaniska verkstad i Malmö och under hans ledning byggdes de första svenska järnvägsvagnarna där 1858. 1864 grundade han Carl Holmbergs mekaniska verkstad i Lund och blev 1874 ensam ägare till företaget. Det kom under slutet av 1800-talet utvecklas till södra Sveriges största mekaniska verkstad. Holmberg verkade från 1881 för införandet av Gustaf de Lavals separatorer, och 1890 grundade han i Lund den första fabriken i Sverige för tillverkning av maskinarmatur.